# Ramo-Wooldridge Corporation
Ramo-Wooldridge Corporation était une société américaine de haute technologie fondée en 1953 par les chercheurs en électronique Simon Ramo et Dean Wooldridge (1913–2006).
Nés la même année, les deux fondateurs ont tous deux étudié au California Institute of Technology puis travaillé à partir de 1946 chez Hughes Aircraft. Décidés à fournir à partir de 1948 des radars à la toute nouvelle U.S. Air Force, ils créent une division spéciale chez Hughes Aircraft et se mirent à développer les premiers missiles air-air Falcon missile.
En 1953, ils s'opposent sur des problèmes de management à leur patron Howard Hughes, démissionnent et créent la Ramo-Wooldridge Corporation le 16 septembre 1953. Le secrétaire à la Défense américain Trevor Gardner les impliquent alors dans un programme de fabrication de missile balistique, qui prendra l'ascendant sur les produits russes en 1959-1960, devenant le fournisseur attitré de l'U.S. Air Force.
L'objectif, en pleine guerre froide est d'avoir des missiles et des radars capables de contrer une éventuelle attaque à la bombe ou par des missiles contre le territoire américain. C'est le programme de recherche de défense à avoir concentré le plus grand nombre d'ingénieurs pour un seul type de produit.
En 1958, la société fusionne avec Thompson Products pour créer Thompson Ramo Wooldridge, qui en 1964, après l'absorption de Teleregister, devient l'actionnaire minoritaire d'un nouveau groupe Bunker Ramo, détenu à 90 % par l'équipementier de défense américain Martin Marietta.